# ATP 250
ATP 250-turneringerne (tidligere kendt som ATP Tour 250-, ATP World Tour 250-turneringerne, ATP International Series og ATP World Series) er den laveste kategori af årlige herretennisturneringer på ATP Tour, efter de fire grand slam-turneringer, sæsonafslutningen ATP Finals, ATP Masters 1000-turneringerne og ATP 500-turneringerne. Fra 2025 består kategorien af 30 turneringer, hvor hver singlevinder tildeles 250 ranglistepoint - heraf navnet på kategorien. Lodtrækningerne består af 28, 32 eller 48 singlespillere og 16 doublepar. Thomas Muster har rekorden for flest singletitler i kategorien med 26 vundne turneringer, mens Mike Bryan har rekorden for flest doubletitler med 46.

## Tidligere navne
| Periode | Navn                     |
| ------- | ------------------------ |
| 1990–99 | ATP World Series         |
| 2000–08 | ATP International Series |
| 2009–18 | ATP World Tour 250       |
| 2019–21 | ATP Tour 250             |
| 2022–nu | ATP 250                  |

## Ranglistepoint[2]
| Række       | V   | F   | SF | KF | R16 | R32 | Q | Q2 | Q1 |
| ----------- | --- | --- | -- | -- | --- | --- | - | -- | -- |
| Herresingle | 250 | 150 | 90 | 45 | 20* | 10  | 5 | 3  | 0  |
| Herredouble | 250 | 150 | 90 | 45 | 0   | —   | — | —  | —  |

## Turneringer
ATP Tour 2025 inkluderer følgende turneringer:
| Uge | Startdato     | Værtsby          | Turnering                            | Kategori | Underlag      | Deltagere       |
| --- | ------------- | ---------------- | ------------------------------------ | -------- | ------------- | --------------- |
| 0-1 | 30. december  | Brisbane         | Brisbane International               | ATP 250  | Hardcourt     | 32S / 16Q / 24D |
| 0-1 | 30. december  | Hongkong         | Hong Kong Open                       | ATP 250  | Hardcourt     | 28S / 16Q / 16D |
| 2   | 6. januar     | Adelaide         | Adelaide International               | ATP 250  | Hardcourt     | 28S / 16Q / 24D |
| 2   | 6. januar     | Auckland         | ASB Classic                          | ATP 250  | Hardcourt     | 28S / 16Q / 16D |
| 5   | 27. januar    | Montpellier      | Open Sud de France                   | ATP 250  | Hardcourt (i) | 28S / 16Q / 16D |
| 7   | 10. februar   | Buenos Aires     | Argentina Open                       | ATP 250  | Grus          | 28S / 16Q / 16D |
| 7   | 10. februar   | Delray Beach     | Delray Beach Open                    | ATP 250  | Hardcourt     | 28S / 16Q / 16D |
| 7   | 10. februar   | Marseille        | Open 13                              | ATP 250  | Hardcourt (i) | 28S / 16Q / 16D |
| 9   | 24. februar   | Santiago         | Movistar Chile Open                  | ATP 250  | Grus          | 28S / 16Q / 16D |
| 14  | 31. marts     | Bukarest         | Tiriac Open                          | ATP 250  | Grus          | 28S / 16Q / 16D |
| 14  | 31. marts     | Houston          | US Clay Court Championships for mænd | ATP 250  | Grus          | 28S / 16Q / 16D |
| 14  | 31. marts     | Marrakech        | Grand Prix Hassan II                 | ATP 250  | Grus          | 28S / 16Q / 16D |
| 21  | 18. maj       | Genève           | Geneva Open                          | ATP 250  | Grus          | 28S / 16Q / 16D |
| 24  | 9. juni       | 's-Hertogenbosch | Libema Open                          | ATP 250  | Græs          | 28S / 16Q / 16D |
| 24  | 9. juni       | Stuttgart        | Boss Open                            | ATP 250  | Græs          | 28S / 16Q / 16D |
| 26  | 22. juni      | Mallorca         | Mallorca Championships               | ATP 250  | Græs          | 28S / 16Q / 16D |
| 26  | 23. juni      | Eastbourne       | Rothesay International               | ATP 250  | Græs          | 28S / 16Q / 16D |
| 29  | 14. juli      | Båstad           | Nordea Open                          | ATP 250  | Grus          | 28S / 16Q / 16D |
| 29  | 14. juli      | Gstaad           | EFG Swiss Open Gstaad                | ATP 250  | Grus          | 28S / 16Q / 16D |
| 29  | 14. juli      | Los Cabos        | Los Cabos Open                       | ATP 250  | Hardcourt     | 28S / 16Q / 16D |
| 30  | 20. juli      | Kitzbühel        | Generali Open                        | ATP 250  | Grus          | 28S / 16Q / 16D |
| 30  | 20. juli      | Umag             | Plava Laguna Croatia Open Umag       | ATP 250  | Grus          | 28S / 16Q / 16D |
| 34  | 17. august    | Winston-Salem    | Winston-Salem Open                   | ATP 250  | Hardcourt     | 48S / 16Q / 16D |
| 38  | 17. september | Chengdu          | Chengdu Open                         | ATP 250  | Hardcourt     | 28S / 16Q / 16D |
| 38  | 17. september | Zhuhai           | Zhuhai Championships                 | ATP 250  | Hardcourt     | 28S / 16Q / 16D |
| 42  | 13. oktober   | Antwerpen        | European Open                        | ATP 250  | Hardcourt (i) | 28S / 16Q / 16D |
| 42  | 13. oktober   | Almaty           | Almaty Open                          | ATP 250  | Hardcourt (i) | 28S / 16Q / 16D |
| 42  | 13. oktober   | Stockholm        | BNP Paribas Nordic Open              | ATP 250  | Hardcourt (i) | 28S / 16Q / 16D |
| 45  | 2. november   | Metz             | Moselle Open                         | ATP 250  | Hardcourt (i) | 28S / 16Q / 16D |
| 45  | 2. november   | Gijón            | Gijón Open                           | ATP 250  | Hardcourt (i) | 28S / 16Q / 16D |

| Adelaide Brisbane Auckland Buenos Aires Delray Beach Santiago Houston Marrakech Los Cabos Winston-Salem Chengdu Zhuhai Hong Kong Almaty Montpellier Marseille Metz Gijón Bukarest Banja Luka Genève Stuttgart Rosmalen Mallorca Eastbourne Båstad Gstaad Umag Kitzbühel Antwerpen Stockholm Underlag: Hardcourt (udendørs) Hardcourt (indendørs) Grus Græs |

| Montpellier Marseille Metz Gijón Bukarest Banja Luka Genève Stuttgart Rosmalen Mallorca Eastbourne Båstad Gstaad Umag Kitzbühel Antwerpen Stockholm Underlag: Hardcourt (udendørs) Hardcourt (indendørs) Grus Græs |

## Vindere

### 2019 - nu
|                               | 2019              | 2020              | 2021              | 2022                                          | 2023                                          | 2024                                          | 2025                                          |
| ----------------------------- | ----------------- | ----------------- | ----------------- | --------------------------------------------- | --------------------------------------------- | --------------------------------------------- | --------------------------------------------- |
| Brisbane                      | Nishikori         | ATP Cup           | Aflyst            | Aflyst                                        | United Cup                                    | Dimitrov                                      | Lehečka                                       |
| Hong Kong                     | Ikke en turnering | Ikke en turnering | Ikke en turnering | Ikke en turnering                             | Ikke en turnering                             | Sinner                                        | Müller                                        |
| Adelaide/Melbourne 1          | Ikke en turnering | Rublev            | Sinner            | Monfils                                       | Djokovic                                      | Lehečka                                       | Auger-Aliassime                               |
| Auckland                      | Sandgren          | Humbert           | Aflyst            | Aflyst                                        | Gasquet                                       | Tabilo                                        | Monfils                                       |
| Montpellier                   | Tsonga            | Monfils           | Goffin            | Bublik                                        | Sinner                                        | Bublik                                        | Auger-Aliassime                               |
| Buenos Aires                  | Cecchinato        | Ruud              | Schwartzman       | Ruud                                          | Alcaraz                                       | Acosta                                        | Fonseca                                       |
| Delray Beach                  | Albot             | Opelka            | Hurkacz           | Norrie                                        | Fritz                                         | Fritz                                         | Kecmanović                                    |
| Marseille                     | Tsitsipas         | Tsitsipas         | Medvedev          | Rublev                                        | Hurkacz                                       | Humbert                                       | Humbert                                       |
| Santiago                      | Ikke en turnering | Seyboth Wild      | Garín             | Martínez                                      | Jarry                                         | Báez                                          | Đere                                          |
| Bukarest                      | Ikke en turnering | Ikke en turnering | Ikke en turnering | Ikke en turnering                             | Ikke en turnering                             | Fucsovics                                     | Cobolli                                       |
| Houston                       | Garín             | Aflyst            | Aflyst            | Opelka                                        | Tiafoe                                        | Shelton                                       | Brooksby                                      |
| Marrakesh                     | Paire             | Aflyst            | Aflyst            | Goffin                                        | Carballés Baena                               | Berrettini                                    | Darderi                                       |
| Geneve                        | Zverev            | Aflyst            | Ruud              | Ruud                                          | Jarry                                         | Ruud                                          | Djokovic                                      |
| 's-Hertogenbosch              | Mannarino         | Aflyst            | Aflyst            | van Rijthoven                                 | Griekspoor                                    | de Minaur                                     | Diallo                                        |
| Stuttgart                     | Berrettini        | Aflyst            | Čilić             | Berrettini                                    | Tiafoe                                        | Draper                                        | Fritz                                         |
| Mallorca                      | Ikke en turnering | Ikke en turnering | Medvedev          | Tsitsipas                                     | Eubanks                                       | Tabilo                                        | Griekspoor                                    |
| Eastbourne                    | Fritz             | Aflyst            | de Minaur         | Fritz                                         | Cerúndolo                                     | Fritz                                         | Fritz                                         |
| Los Cabos                     | Schwartzman       | Aflyst            | Norrie            | Medvedev                                      | Tsitsipas                                     | Thompson                                      | Shapovalov                                    |
| Gstaad                        | Ramos Viñolas     |                   | Ruud              | Ruud                                          | Cachín                                        | Berrettini                                    | Bublik                                        |
| Båstad                        | Jarry             |                   | Ruud              | Cerúndolo                                     | Rublev                                        | Borges                                        | Darderi                                       |
| Umag                          | Lajović           |                   | Alcaraz           | Sinner                                        | Popyrin                                       | Cerúndolo                                     | Darderi                                       |
| Kitzbühel                     | Thiem             | Kecmanović        | Ruud              | Bautista Agut                                 | Báez                                          | Berrettini                                    | Bublik                                        |
| Winston-Salem                 | Hurkacz           | Aflyst            | Ivashka           | Mannarino                                     | Báez                                          | Sonego                                        |                                               |
| Chengdu                       | Carreño Busta     | Aflyst            | Aflyst            | Aflyst                                        | Zverev                                        | Juncheng                                      |                                               |
| Zhuhai                        | de Minaur         | Aflyst            | Aflyst            | Aflyst                                        | Khatjanov                                     | Ikke en turnering                             |                                               |
| Antwerpen                     | Murray            | Humbert           | Sinner            | Auger-Aliassime                               | Bublik                                        | Bautista Agut                                 |                                               |
| Astana/Almaty                 | Ikke en turnering | Millman           | Soon-Woo          | Ikke en turnering                             | Mannarino                                     | Khatjanov                                     |                                               |
| Stockholm                     | Shapovalov        | Aflyst            | Paul              | Rune                                          | Monfils                                       | Paul                                          |                                               |
| Metz                          | Tsonga            | Aflyst            | Hurkacz           | Sonego                                        | Humbert                                       | Bonzi                                         |                                               |
| Beograd 2                     | Ikke en turnering | Ikke en turnering | Djokovic          | Ikke en turnering                             | Ikke en turnering                             | Shapovalov                                    |                                               |
| Ikke en del af ATP 250 (2025) |                   |                   |                   |                                               |                                               |                                               |                                               |
| Hangzhou                      | Ikke en turnering | Ikke en turnering | Ikke en turnering | Ikke en turnering                             | Ikke en turnering                             | Čilić                                         | Ikke en turnering                             |
| Córdoba                       | Londero           | Garín             | J. Cerúndolo      | Ramos Viñolas                                 | Báez                                          | Darderi                                       | Ikke en turnering                             |
| Atlanta                       | de Minaur         | Aflyst            | Isner             | de Minaur                                     | Fritz                                         | Nishioka                                      | Ikke en turnering                             |
| Newport                       | Isner             | Aflyst            | Anderson          | Cressy                                        | Mannarino                                     | Giron                                         | Ikke en turnering                             |
| Lyon                          | Paire             | Aflyst            | Tsitsipas         | Norrie                                        | Fils                                          | Perricard                                     | Ikke en turnering                             |
| Estoril                       | Tsitsipas         | Aflyst            | Ramos Viñolas     | Báez                                          | Ruud                                          | Hurkacz                                       | Ikke en turnering                             |
| München                       | Garín             | Aflyst            | Basilashvili      | Rune                                          | Rune                                          | Struff                                        | Ikke en turnering                             |
| Doha                          | Bautista Agut     | Rublev            | Basilashvili      | Bautista Agut                                 | Medvedev                                      | Khatjanov                                     | Ikke en turnering                             |
| New York/Dallas               | Opelka            | Edmund            | Aflyst            | Opelka                                        | Wu                                            | Paul                                          | Ikke en turnering                             |
| Gijón                         | Ikke en turnering | Ikke en turnering | Ikke en turnering | Rublev                                        | Ikke en turnering                             | Ikke en turnering                             | Ikke en turnering                             |
| Adelaide 2                    | Ikke en turnering | Ikke en turnering | Ikke en turnering | Kokkinakis                                    | Soon-Woo                                      | Ikke en turnering                             | Ikke en turnering                             |
| Pune                          | Anderson          | Veselý            | Aflyst            | Sousa                                         | Griekspoor                                    | Ikke en turnering                             | Ikke en turnering                             |
| Sofia                         | Medvedev          | Sinner            | Sinner            | Hüsler                                        | Mannarino                                     | Ikke en turnering                             | Ikke en turnering                             |
| Banja Luka                    | Ikke en turnering | Ikke en turnering | Ikke en turnering | Ikke en turnering                             | Lajović                                       | Ikke en turnering                             | Ikke en turnering                             |
| Melbourne 2                   | Ikke en turnering | Ikke en turnering | Ikke en turnering | Nadal                                         | Ikke en turnering                             | Ikke en turnering                             | Ikke en turnering                             |
| Sydney                        | de Minaur         | Aflyst            | Aflyst            | Karatsev                                      | Ikke en turnering                             | Ikke en turnering                             | Ikke en turnering                             |
| Beograd 1                     | Ikke en turnering | Ikke en turnering | Berrettini        | Rublev                                        | Ikke en turnering                             | Ikke en turnering                             | Ikke en turnering                             |
| San Diego                     | Ikke en turnering | Ikke en turnering | Ruud              | Nakashima                                     | Ikke en turnering                             | Ikke en turnering                             | Ikke en turnering                             |
| Tel Aviv                      | Ikke en turnering | Ikke en turnering | Ikke en turnering | Djokovic                                      | Ikke en turnering                             | Ikke en turnering                             | Ikke en turnering                             |
| Seoul                         | Ikke en turnering | Ikke en turnering | Ikke en turnering | Nishioka                                      | Ikke en turnering                             | Ikke en turnering                             | Ikke en turnering                             |
| Firenze                       | Ikke en turnering | Ikke en turnering | Ikke en turnering | Auger-Aliassime                               | Ikke en turnering                             | Ikke en turnering                             | Ikke en turnering                             |
| Napoli                        | Ikke en turnering | Ikke en turnering | Musetti           | Ikke en turnering                             | Ikke en turnering                             | Ikke en turnering                             | Ikke en turnering                             |
| Antalya                       | Sonego            | Ikke en turnering | de Minaur         | Ikke en turnering                             | Ikke en turnering                             | Ikke en turnering                             | Ikke en turnering                             |
| Singapore                     | Ikke en turnering | Ikke en turnering | Popyrin           | Ikke en turnering                             | Ikke en turnering                             | Ikke en turnering                             | Ikke en turnering                             |
| Marbella                      | Ikke en turnering | Carreño Busta     | Ikke en turnering | Ikke en turnering                             | Ikke en turnering                             | Ikke en turnering                             | Ikke en turnering                             |
| Parma                         | Ikke en turnering | Korda             | Ikke en turnering | Ikke en turnering                             | Ikke en turnering                             | Ikke en turnering                             | Ikke en turnering                             |
| St. Petersborg                | Medvedev          | Ikke en turnering | Čilić             | Suspenderet pga. Ruslands invasion af Ukraine | Suspenderet pga. Ruslands invasion af Ukraine | Suspenderet pga. Ruslands invasion af Ukraine | Suspenderet pga. Ruslands invasion af Ukraine |
| Cagliari                      | Ikke en turnering | Ikke en turnering | Sonego            | Ikke en turnering                             | Ikke en turnering                             | Ikke en turnering                             | Ikke en turnering                             |
| Moskva                        | Rublev            | Aflyst            | Karatsev          | Suspenderet pga. Ruslands invasion af Ukraine | Suspenderet pga. Ruslands invasion af Ukraine | Suspenderet pga. Ruslands invasion af Ukraine | Suspenderet pga. Ruslands invasion af Ukraine |
| Cologne 1                     | Ikke en turnering | Zverev            | Ikke en turnering | Ikke en turnering                             | Ikke en turnering                             | Ikke en turnering                             | Ikke en turnering                             |
| Cologne 2                     | Ikke en turnering | Zverev            | Ikke en turnering | Ikke en turnering                             | Ikke en turnering                             | Ikke en turnering                             | Ikke en turnering                             |
| São Paulo                     | Pella             | Ikke en turnering | Ikke en turnering | Ikke en turnering                             | Ikke en turnering                             | Ikke en turnering                             | Ikke en turnering                             |
| Budapest                      | Berrettini        | Ikke en turnering | Ikke en turnering | Ikke en turnering                             | Ikke en turnering                             | Ikke en turnering                             | Ikke en turnering                             |